# Escobar Fold 1
Escobar Fold 1 — гибкий смартфон на базе Android, разработанный компанией Escobar Inc. Анонсирован 2 декабря 2019 года по случаю 26-й годовщины со дня смерти Пабло Эскобара. В согнутом виде устройство можно сложить в 4-х дюймовый дисплей, а в раскрытом состоянии открыть 7,8 дюймовый гибкий дисплей планшетного размера.

## Технические характеристики
Escobar Fold 1 работает под управлением Android 9.0 «Pie». Розничная цена начинается от $349 долларов для версии с 6 ГБ оперативной памяти и штатным накопителем на 128 ГБ. Спроектированный с корпусом золотистого цвета, сгибающийся смартфон имеет один складной дисплей AMOLED, оснащенный аккумулятором 4000 мАч и двумя камерами в 16 и 20 мегапикселей на внутренней стороне. Кроме того, смартфон поставляется с двойным SIM-слотом и оснащен датчиком отпечатков пальцев.

## Спор
Escobar Fold 1 и компании «Escobar Inc» было запрещено появляться на Международной выставке потребительской электроники (CES) в 2020 году после того, как Ассоциация потребительских технологий (CTA), которая управляет CES, определила, что компания «не очень подходит» для шоу.